# Al Ahli Khartoum
El Al Ahli Khartoum (en árabe: النادي الأهلي الرياضي‎) es un equipo de Fútbol de Sudán que juega en la Primera División de Sudán, la primera categoría nacional.

## Historia
Fue fundado en el año 1929 en la capital Khartoum, y ha sido campeón de la capital en dos ocasiones.
A nivel internacional participa por primera vez en la Copa Confederación de la CAF 2022-23 donde es eliminado en la primera ronda por el Al Akhdar SC de Libia.

## Palmarés
- Primera División de Khartoum: 2

2009, 2018

## Participación en competiciones de la CAF
| Temporada | Torneo                       | Ronda | Club         | Casa | Visita | Global |
| --------- | ---------------------------- | ----- | ------------ | ---- | ------ | ------ |
| 2022/23   | Copa Confederación de la CAF | 1     | Al Akhdar SC | 0-0  | 0-3    | 0-3    |